# 2. Deutsche Volleyball-Bundesliga 1983/84 (Frauen)
Die Saison 1983/84 der 2. Volleyball-Bundesliga der Frauen war die achte Ausgabe dieses Wettbewerbs.

## 2. Bundesliga Nord
Meister und Aufsteiger in die 1. Bundesliga wurde der 1. VC Schwerte. Auch der Zweitplatzierte SC Langenhorn stieg auf. Absteigen mussten die SGN Essen und TVdB Bremen.

### Mannschaften
In dieser Saison spielten folgende zehn Mannschaften in der 2. Bundesliga Nord der Frauen:
- VC Telstar Bochum
- TVdB Bremen
- SW Elmschenhagen
- SGN Essen
- Hamburger SV
- VfL Hannover
- TV Hörde
- Post SV Köln
- SC Langenhorn
- 1. VC Schwerte

Absteiger aus der 1. Bundesliga war der 1. VC Schwerte. Aus der Regionalliga stiegen der SC Langenhorn (Nord) und die SGN Essen (West) auf.

### Tabelle
|                         | Verein         | Spiele | Punkte  | Sätze   |
| ----------------------- | -------------- | ------ | ------- | ------- |
| 1.                      | Schwerte (A)   | 18     | 34 : 2  | 52 : 13 |
| 2.                      | Langenhorn (N) | 18     | 28 : 8  | 50 : 28 |
| 3.                      | Hannover       | 18     | 26 : 10 | 47 : 28 |
| 4.                      | Köln           | 18     | 18 : 18 | 37 : 37 |
| 5.                      | Hörde          | 18     | 16 : 20 | 35 : 35 |
| 6.                      | Elmschenhagen  | 18     | 16 : 20 | 32 : 37 |
| 7.                      | Hamburg        | 18     | 16 : 20 | 33 : 40 |
| 8.                      | Bochum         | 18     | 14 : 22 | 29 : 39 |
| 9.                      | Bremen         | 18     | 12 : 24 | 29 : 43 |
| 10.                     | Essen (N)      | 18     | 0 : 36  | 10 : 54 |
| Stand: Abschlusstabelle |                |        |         |         |

|     | Aufsteiger in die Bundesliga    |
|     | Absteiger in die Regionalliga   |
| (A) | Absteiger aus der 1. Bundesliga |
| (N) | Aufsteiger aus der Regionalliga |

## 2. Bundesliga Süd
Meister und Aufsteiger in die 1. Bundesliga wurde die TG Rüsselsheim. Absteiger waren der USC Freiburg und der TV Bretten.

### Mannschaften
In dieser Saison spielten folgende zehn Mannschaften in der 2. Bundesliga Süd der Frauen:
- TuS Ahrweiler
- TV Bretten
- SV Ettlingen
- Eintracht Frankfurt
- USC Freiburg
- FS Amperland München
- ESV Neuaubing
- TG Rüsselsheim
- Saar 05 Saarbrücken
- 1. VC Wiesbaden

Absteiger aus der 1. Bundesliga war die TG Rüsselsheim. Aufsteiger aus der Regionalliga waren der 1. VC Wiesbaden und der TuS Ahrweiler (Südwest) sowie die FS Amperland München (Süd).

### Tabelle
|                         | Verein          | Spiele | Punkte  | Sätze   |
| ----------------------- | --------------- | ------ | ------- | ------- |
| 1.                      | Rüsselsheim (A) | 18     | 36 : 0  | 54 : 11 |
| 2.                      | Saarbrücken     | 18     | 26 : 10 | 47 : 26 |
| 3.                      | Ettlingen       | 18     | 24 : 12 | 45 : 29 |
| 4.                      | Neuaubing       | 18     | 24 : 12 | 44 : 36 |
| 5.                      | Wiesbaden (N)   | 18     | 22 : 14 | 43 : 30 |
| 6.                      | Ahrweiler (N)   | 18     | 18 : 18 | 39 : 37 |
| 7.                      | Frankfurt       | 18     | 12 : 24 | 26 : 41 |
| 8.                      | München (N)     | 18     | 10 : 26 | 24 : 45 |
| 9.                      | Freiburg        | 18     | 6 : 30  | 17 : 50 |
| 10.                     | Bretten         | 18     | 2 : 34  | 17 : 51 |
| Stand: Abschlusstabelle |                 |        |         |         |

|     | Aufsteiger in die Bundesliga    |
|     | Absteiger in die Regionalliga   |
| (A) | Absteiger aus der 1. Bundesliga |
| (N) | Aufsteiger aus der Regionalliga |